# Parroquia Taura (Ecuador)
La parroquia de Taura es una división territorial perteneciente al cantón Naranjal, en la provincia del Guayas, Ecuador.  

## Ubicación
El cantón Naranjal está conformado por cinco Parroquias: la Parroquia Urbana Naranjal, Cabecera Cantonal, y las Parroquias Rurales de Taura, San Carlos, Jesús María y Santa Rosa de Flandes. La Parroquia de Taura se encuentra ubicada al sur del cantón Naranjal; tiene una extensión de 82671,02 ha, que representa el 44,53% del territorio cantonal. Comprende alrededor de 36 recintos y cooperativas.

## Delimitación parroquial
- Norte: Con las parroquias del cantón Durán, Virgen de Fátima, Gral. Pedro J. Montero y El Triunfo.
- Sur: Con las parroquias del cantón Naranjal: Santa Rosa de Flandes, Jesús María y San Carlos.
- Este: Con las parroquias Manuel J Calle y Rancho Negro (Provincia Cañar) y parroquia El Triunfo del cantón Durán.
- Oeste: Con el Estero Churute, Canal de Mondragón, el río Taura y la parroquia de Durán.

## Información climática
El clima de la Parroquia Taura está caracterizado por una marcada estacionalidad, que provoca un desbalance de precipitaciones, con inundaciones en extensiones importantes en la temperatura de lluvias (enero a mayo, “estación llamada invierno), con una máxima pluviosidad en marzo, y escasez de agua en la época seca (junio a diciembre, “estación” llamada verano), con escasas precipitaciones entre septiembre y octubre (garúas).

## Categorías de Ordenamiento Territorial
A partir de lo anteriormente mencionado se desarrollan 7 categorías de ordenamiento territorial, las cuales nos permitirán una corrección de desequilibrios territoriales y la localización espacial de las actividades humanas en un espacio definido, a continuación, se detallan las siguientes categorías:
- Zona de Conservación y Turismo Ecológico: El objetivo principal de estas áreas es la protección de su alta biodiversidad, ya que se encuentra dentro de esta parroquia la Reserva Ecológica Manglares Churute, misma que concentra atractivos naturales y paisajísticos que deben llegar a ser una estrategia de desarrollo turístico para la parroquia. Los principales impactos están relacionados con las actividades económicas que se desarrollan a su interior (extracción de crustáceos) como a su alrededor (camaroneras y cultivos agrícolas) y que su control deberá ser el principal método para garantizar la sostenibilidad de dicho ecosistema.

- Zona de Producción Minera: Extracción selectiva de minerales y otros materiales de la corteza terrestre de los cuales se puede obtener beneficios económicos, esta zona está ligada a una actividad encaminada a la extracción de material pétreo, que se utiliza para la construcción y vías de las parroquias aledañas.

- Zona de Producción Agroforestal: La agroforestería es un grupo de prácticas y sistemas de producción, donde la siembra de los cultivos y árboles forestales se encuentran secuencialmente y en combinación con la aplicación de prácticas de conservación de suelo. Estas prácticas y sistemas están diseñados y ejecutados dentro del contexto de un plan de manejo de finca, donde la participación del campesino es clave.

- Zona de Producción Agropecuaria: Comprende alternativas productivas compatibles con la vocación del suelo, de acuerdo a la disponibilidad de agua que caracteriza las unidades productivas, para el uso agrícola y pecuario. El aspecto agrícola considera tierras con una topografía plana con pendientes de 0 a 26% con suelos profundos cuyas características presentan limitaciones moderadas, en esta se puede optar por la agricultura intensiva o extensiva con cultivos anuales.

- Zona de Producción Pesquera: La pesca en el país es una actividad que se va dando desde tiempos ancestrales debido a que la mayoría de las poblaciones costeras centran parte de su subsistencia y alimentación en productos de origen marino. La pesca de camarón es una actividad que por el incremento de la demanda internacional se está relegando a su cría en piscinas o camaroneras. Esta es una de las principales actividades productivas de la parroquia. Para regular la captura de langosta, cangrejo y camarón se establecen vedas con el fin de permitir la reproducción de estas especies y evitar la extinción de las mismas por su intensiva pesca.

- Zona de Protección de Riberas: Esta zona nos permitirá proteger las riberas de los ríos, ya que estas son una prioridad anual relacionada con épocas lluviosas en donde los ríos han marcado eventos de desbordamientos y afectación a la población. Las alternativas de manejo pueden incluir reforestación, prácticas silvopastoriles, agroforestales, con la participación activa de propietarios de fincas y moradores.

- Zona Rural: La zona rural se diferencia de la urbana por la cantidad de habitantes que existe en la parroquia. En estas zonas se concentran actividades primarias. Una región rural es aquella que se caracteriza por la inmensidad de espacios verdes que la componen y que por esta razón está destinada y es utilizada para la realización de actividades agropecuarias y agroindustriales, entre otras. Generalmente, las zonas rurales se encuentran ubicadas geográficamente a importante distancia respecto de las zonas urbanas, de las cuales por supuesto no solo difieren en cuanto a los espacios para el verde que proliferan en las primeras y escasean en las segundas, sino también en los usos y costumbres, la forma de vida y en la concepción del tiempo que ostentan los que habitan en un lugar y en el otro.